# 1253
1253 (MCCLIII) var ett normalår som började en onsdag i den julianska kalendern.

## Händelser

### Okänt datum
- Birger jarl träffar den norske kungen Håkon Håkonsson på borgen Lindholmen i Bohuslän. Man beslutar om att gemensamt anfalla Danmark. Birgers skäl är, att den danske kungen Abel har understött Andra folkungaupproret 1251, medan Håkons anledning till krig är att danska fartyg härjar den norska kusten. Innan trupperna hinner avmarschera från Gullbergshed kommer dock bud om att Abel är död. Birger var ute efter Abel personligen och har inget emot att sluta fred med den nye danske kungen Kristofer I.
- Nunnorna vid Gudhems kloster byter bort Nyköpings stad med omnejd till Birger jarl.
- Gästrikland omnämns för första gången i dokument, som en del av Uppland.
- Ottokar II blir kung av Böhmen.

## Födda
- Stefan Uroš II Milutin, kung av Serbien.
- Eschive av Beirut, regent.

## Avlidna
- 14 juli – Thibault, fransk trubadur.
- 11 augusti – Klara av Assisi, italienskt helgon, ordensstiftare.
- 9 oktober – Robert Grosseteste, brittisk filosof.